# マックス・サンピエール
マックス・サンピエール（Maxim Joseph "Max" St. Pierre , 1980年4月17日 - ）は、カナダ・ケベック州ケベックシティ出身の元プロ野球選手（捕手）。右投右打。

## 経歴

### プロ入りとタイガース傘下時代
1997年のMLBドラフトで、デトロイト・タイガースから26巡目（全体775位）指名を受け入団。
2006年開幕前の3月に、同年から開催される事となったワールド・ベースボール・クラシック（WBC）のカナダ代表に選出された。この年はAAA級トレド・マッドヘンズで78試合に出場して、打率.202、3本塁打、31打点の成績を残したが、シーズン終了後の10月15日にFAとなった。

### ブルワーズ傘下時代
2007年1月30日にカンザスシティ・ロイヤルズとマイナー契約を結んだが、3月27日に交換トレードでミルウォーキー・ブルワーズに移籍した。AA級ハンツビル・スターズで開幕から10試合に出場して打率.156、0本塁打、3打点という低調な成績に終わり、6月22日に自由契約となった。

### タイガース時代
2007年12月17日に古巣のタイガースとマイナー契約を結んだ。
2010年はAA級エリー・シーウルブズで開幕を迎え、5月13日にAAA級トレドに昇格。9月1日のセプテンバー・コールアップに伴い、プロデビューから14年目にして初めてメジャーに昇格し、9月4日のロイヤルズ戦でメジャーデビューを果たした。この年はメジャーで6試合に出場した。
2011年はメジャー昇格の機会はなく、オフの11月2日にFAとなった。

### 独立リーグ時代
2012年1月17日にボストン・レッドソックスとマイナー契約を結んだが、開幕前の3月23日に自由契約となった。
退団後はカナディアン・アメリカン・リーグのケベック・キャピタルズに入団し、投手として12試合に出場した。この年限りで現役を引退した。

## プレースタイル・人物
当たったら飛ぶパンチ力を武器とするが、攻守共に安定感に欠ける。

## 詳細情報

### 年度別打撃成績
| 年 度    | 球 団    | 試 合 | 打 席 | 打 数 | 得 点 | 安 打 | 二 塁 打 | 三 塁 打 | 本 塁 打 | 塁 打 | 打 点 | 盗 塁 | 盗 塁 死 | 犠 打 | 犠 飛 | 四 球 | 敬 遠 | 死 球 | 三 振 | 併 殺 打 | 打 率 | 出 塁 率 | 長 打 率 | O P S |
| -------- | -------- | ----- | ----- | ----- | ----- | ----- | -------- | -------- | -------- | ----- | ----- | ----- | -------- | ----- | ----- | ----- | ----- | ----- | ----- | -------- | ----- | -------- | -------- | ----- |
| 2010     | DET      | 6     | 9     | 9     | 1     | 2     | 1        | 0        | 0        | 3     | 0     | 0     | 0        | 0     | 0     | 0     | 0     | 0     | 2     | 0        | .222  | .222     | .333     | .556  |
| MLB：1年 | MLB：1年 | 6     | 9     | 9     | 1     | 2     | 1        | 0        | 0        | 3     | 0     | 0     | 0        | 0     | 0     | 0     | 0     | 0     | 2     | 0        | .222  | .222     | .333     | .556  |

### 背番号
- 63 （2010年）

### 代表歴
- 2006 ワールド・ベースボール・クラシック・カナダ代表